# 6711 Холлімен
6711 Холлімен (6711 Holliman) — астероїд головного поясу, відкритий 30 квітня 1989 року.
Тіссеранів параметр щодо Юпітера — 3,376.